# Ligyrus sallaei
Ligyrus sallaei är en skalbaggsart som beskrevs av Bates 1888. Ligyrus sallaei ingår i släktet Ligyrus och familjen Dynastidae. Inga underarter finns listade i Catalogue of Life.